# Президентские выборы в Черногории (2002)
Президентские выборы в Черногории, входившую в Союзную Республику Югославия, прошли 22 декабря 2002 года. Спикер парламента и бывший премьер-министр Филип Вуянович одержал убедительную победу, но выборы были признаны недействительными, т.к. участие составило менее 50%.  Низкая явка объяснялась в основном бойкотом оппозиции.

## Результаты
Результаты президентских выборов 22 декабря 2002 года
| Кандидат                                    | Партия                                             | Голоса  | %     |
| ------------------------------------------- | -------------------------------------------------- | ------- | ----- |
| Филип Вуянович (Филип Вујановић)            | ДПС-СДП                                            | 175 328 | 83,65 |
| Драган Хайдукович (Драган Хајдуковић)       | беспартийный                                       | 12 319  | 5,88  |
| Александр Васильевич (Александар Васиљевић) | Сербская радикальная партия (Воислав Шешель)       | 6448    | 3,08  |
| Милан-Мило Радулович (Милан-Мило Радуловић) | Партия естественного права                         | 3115    | 1,49  |
| Обрад Маркович (Обрад Марковић)             | Югославские коммунисты                             | 1747    | 0,83  |
| Йован Пейович (Јован Пејовић)               | беспартийный                                       | 1704    | 0,81  |
| Милан Шпарович (Милан Шпаровић)             | беспартийный                                       | 1229    | 0,59  |
| Илия Дарманович (Илија Дармановић)          | Сербская радикальная партия (отделение Черногории) | 971     | 0,46  |
| Миливойе Бакич (Миливоје Бакић)             | беспартийный                                       | 717     | 0,34  |
| Дьёрдье Милич (Ђорђије Милић)               | беспартийный                                       | 489     | 0,23  |
| Михаило Маркович (Михаило Марковић)         | беспартийный                                       | 437     | 0,21  |
| Недействительных бюллетеней                 |                                                    | 5094    | 2,43  |
| Всего (явка 45,87%)                         |                                                    | 209 598 | 100   |